# 鈴木弘之
鈴木 弘之（すずき ひろゆき、1960年5月21日 - ）は、日本の国土交通技官。下関市港湾局長や、国土交通省九州地方整備局長、国土技術政策総合研究所副所長等を務めた。

## 人物・経歴
新潟県出身。1983年東京工業大学（のちの東京科学大学）土木工学科卒業。1985年同大学大学院工学研究科土木工学専攻修了、運輸省入省。1992年運輸省航空局飛行場部建設課専門官。1994年運輸省第二港湾建設局海域整備課長。1996年運輸省第四港湾建設局熊本港工事事務所長。2001年国土交通省近畿地方整備局大阪港湾空港工事事務所長。
2003年国土交通省港湾局建設課課長補佐。2005年財団法人国際臨海開発研究センター上席研究員。2007年下関市港湾局長。2009年国土交通省関東地方整備局東京空港整備事務所長。2011年国土交通省九州地方整備局港湾空港部長。2013年内閣府沖縄振興局参事官（振興第三担当）。2015年国土交通省九州地方整備局副局長。同年から国土交通省九州地方整備局長を務めた。
2016年退官（役員出向）、国立研究開発法人海上・港湾・航空技術研究所理事（経営戦略担当）。2018年国土交通省国土技術政策総合研究所副所長。2019年国土交通省港湾局付、退官。2019年一般社団法人日本建設業連合会常務執行役。